# Pierre Delavie
Pour les articles homonymes, voir Delavie.
 (juin 2021).
La mise en forme du texte ne suit pas les recommandations de Wikipédia : il faut le « wikifier ».
Les points d'amélioration suivants sont les cas les plus fréquents :
- Les titres sont pré-formatés par le logiciel. Ils ne sont ni en capitales, ni en gras.
- Le texte ne doit pas être écrit en capitales (les noms de famille non plus), ni en gras, ni en italique, ni en « petit »…
- Le gras n'est utilisé que pour surligner le titre de l'article dans l'introduction, une seule fois.
- L'italique est rarement utilisé : mots en langue étrangère, titres d'œuvres, noms de bateaux, etc.
- Les citations ne sont pas en italique mais en corps de texte normal. Elles sont entourées par des guillemets français : « et ».
- Les listes à puces sont à éviter, des paragraphes rédigés étant largement préférés. Les tableaux sont à réserver à la présentation de données structurées (résultats, etc.).
- Les appels de note de bas de page (petits chiffres en exposant, introduits par l'outil «  Source ») sont à placer entre la fin de phrase et le point final[comme ça].
- Les liens internes (vers d'autres articles de Wikipédia) sont à choisir avec parcimonie. Créez des liens vers des articles approfondissant le sujet. Les termes génériques sans rapport avec le sujet sont à éviter, ainsi que les répétitions de liens vers un même terme.
- Les liens externes sont à placer uniquement dans une section « Liens externes », à la fin de l'article. Ces liens sont à choisir avec parcimonie suivant les règles définies. Si un lien sert de source à l'article, son insertion dans le texte est à faire par les notes de bas de page.
- La présentation des références doit suivre les conventions bibliographiques. Il est recommandé d'utiliser les modèles {{Ouvrage}}, {{Chapitre}}, {{Article}}, {{Lien web}} et/ou {{Bibliographie}}. Le mode d'édition visuel peut mettre en forme automatiquement les références.
- Insérer une infobox (cadre d'informations à droite) n'est pas obligatoire pour parachever la mise en page.

Pour une aide détaillée, merci de consulter Aide:Wikification.
Si vous pensez que ces points ont été résolus, vous pouvez retirer ce bandeau et améliorer la mise en forme d'un autre article.
Pierre Delavie est un artiste contemporain français.

## Pratique artistique
Il recouvre les façades des bâtiments de toiles monumentales imprimées agrémentées parfois de volumes sculptés Il crée ce qu’il nomme des « détrompe l’œil », qualifiés aussi de « mensonges urbains ». Outre ces détournements architecturaux sur la façade de la Conciergerie de Paris lors de la Nuit Blanche 2016, Côte 15.28 : l’amour déborde ou encore à Marseille, Détournement de canebière, 2013, les interventions de Pierre Delavie se veulent des alertes, des sensibilisations envers des sujets ayant trait à la crise environnementale ou à des faits de société, comme le Radeau de Lampeduse en 2017, à propos des migrants, Colchide (2018) et Les Encombrants (2019-2021) dans les rues de Paris.

## Œuvres

### Principales installations monumentales
- Le Radeau de Lampeduse[5],[6], quai de Seine, Ile de la Cité, Paris, janvier 2017.
- Cote 15,28, l’amour déborde[7], façade de la Conciergerie, Paris, Nuit blanche 2016.
- Néo/Rapt architectural[8], façade Grand Palais, Paris 2014.
- Détournement de canebière[9], immeuble de la Bourse, Marseille Provence 2013.
- A contre pierres[1], 3000 Fantastic, immeuble de la Poste près des Beaux Arts, 2012.
- Immeuble déformé[10], 39 GeorgeV, Paris 8, 2006/2007.
- Intrados, chapelle royale du Château de Versailles, 2018/2020.